# Hemipholis cordifera
Hemipholis cordifera is een slangster uit de familie Ophiactidae.
De wetenschappelijke naam van de soort werd in 1802 gepubliceerd door Louis-Augustin Bosc d'Antic.